# Barroco novohispano

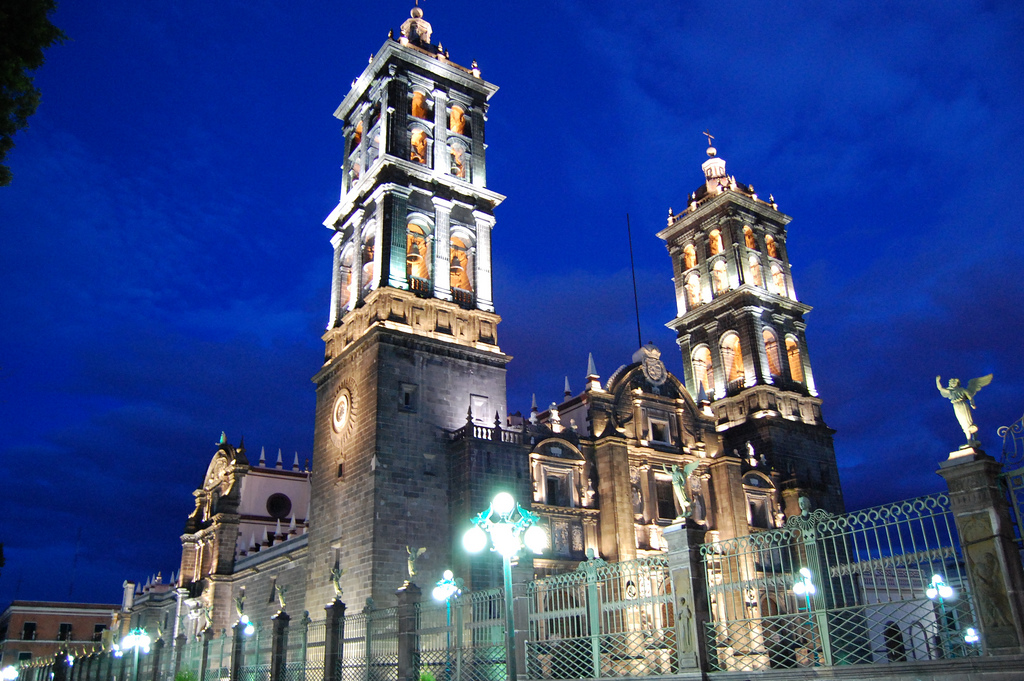
Catedral de Puebla.

El arte barroco en Nueva España — también denominado como barroco novohispano—, permitió a los artistas novohispanos experimentar en la creación de formas expresivas, contrastantes y realistas, creando manifestaciones artísticas que tuvieron una gran aceptación entre la sociedad novohispana. Destacan, por una parte, esculturas talladas y policromadas que además de mostrar las habilidades técnicas de los artesanos, reflejan la expresividad y los contrastes de color propios del barroco novohispano.
Dos columnas que formaron parte de algún retablo, muestran los rasgos característicos de las modalidades del barroco en la arquitectura novohispana: la columna salomónica, desarrollada a partir de mediados del siglo XVII y el estípite que comenzó a difundirse a partir de los primeros años del XVIII
Una maqueta de la Catedral de Puebla, representa la magnificencia de las obras arquitectónicas de Nueva España. Un libro de coro, acompañado de un clavicordio del siglo XVIII, destacan la importancia que tuvo la música para la sociedad novohispana del periodo barroco en México.

## Pintura
En la pintura hay grandes artistas, cuyas obras se encuentran en museos, como el Museo Nacional del Virreinato en Tepotzotlán, el Museo de El Carmen, en San Ángel, Ciudad de México, el Museo de Santa Mónica en Puebla, en la Catedral Metropolitana de la Ciudad de México, entre otros lugares.
Los pintores que más destacan fueron:
- Miguel Cabrera
- Juan Correa
- Cristóbal de Villalpando
- Simón Pereyns
- Juan Rodríguez Juárez
- Baltasar de Echave Orio

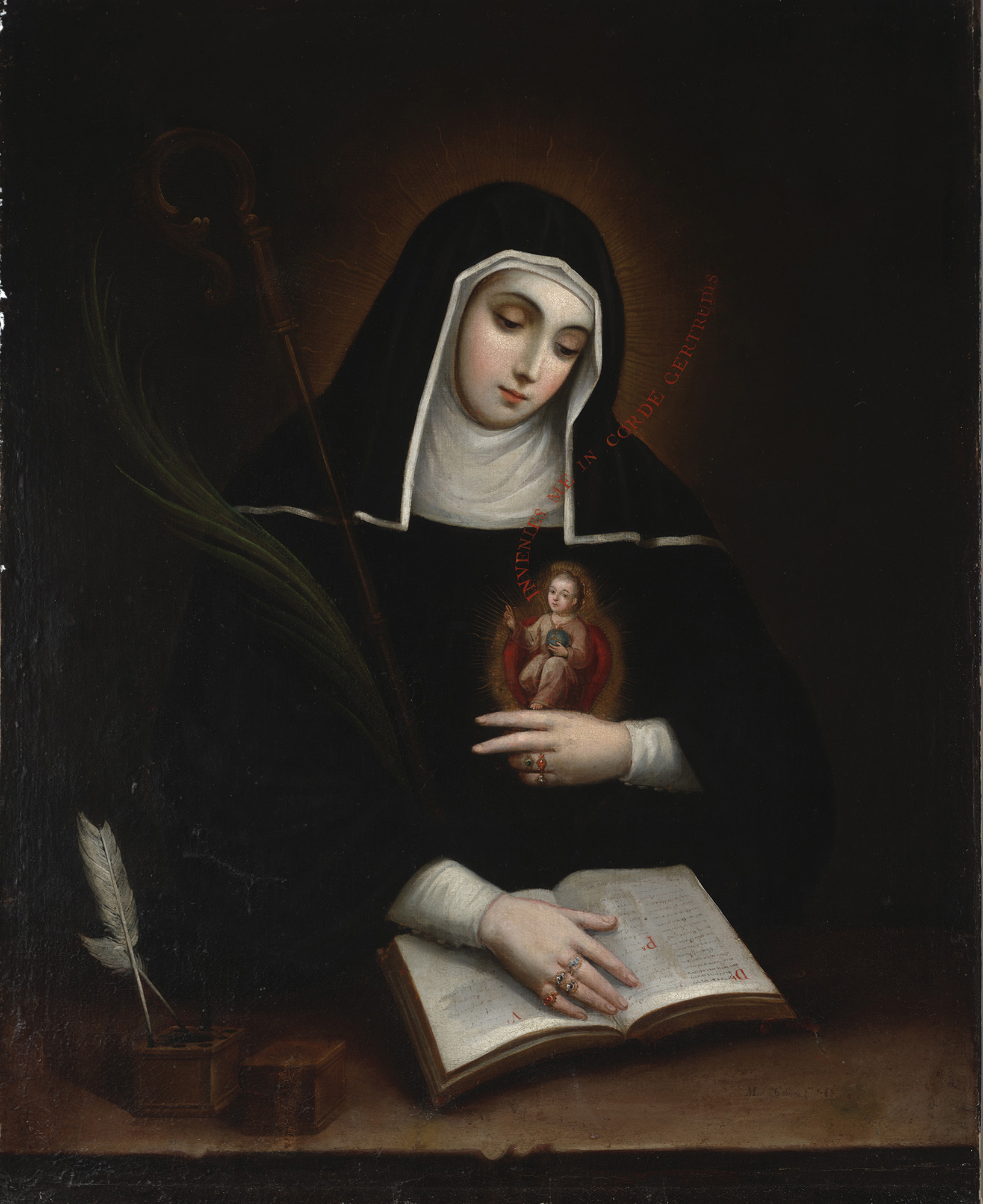
Santa Gertrudis la Magna, retrato por Miguel Cabrera.

Cada quien tenía un estilo, Miguel Cabrera era muy solicitado en su estudio, donde llegaban peticiones de cuadros para conventos, iglesias, palacios, casas de nobles y más.

### Miguel Cabrera
Miguel Cabrera, que nació en 1695, quizás en la ciudad de Antequera, en el valle de Oaxaca, se convirtió en un símbolo importante del arte colonial. Llegó a la capital del virreinato en 1719 y en unos cuantos años llegó a ser el más prolífico de los artistas de su época. Su obra fue de calidad desigual. Entre sus óleos hay obras maestras, pero también telas mediocres. Lo anterior se debe a que, para cumplir con los numerosos encargos, creó un gran taller del que salieron cuadros por centenares. Aunque muchos de estos trabajos llevaban su firma, muy pocos en realidad fueron pintados por él. De su vasta obra destacan una Sagrada Familia y una Crucifixión, realizadas para la catedral de México, y un conocido retrato de Sor Juana Inés de la Cruz, realizado en 1750. Cabrera murió en 1768.

### Cristóbal de Villalpando

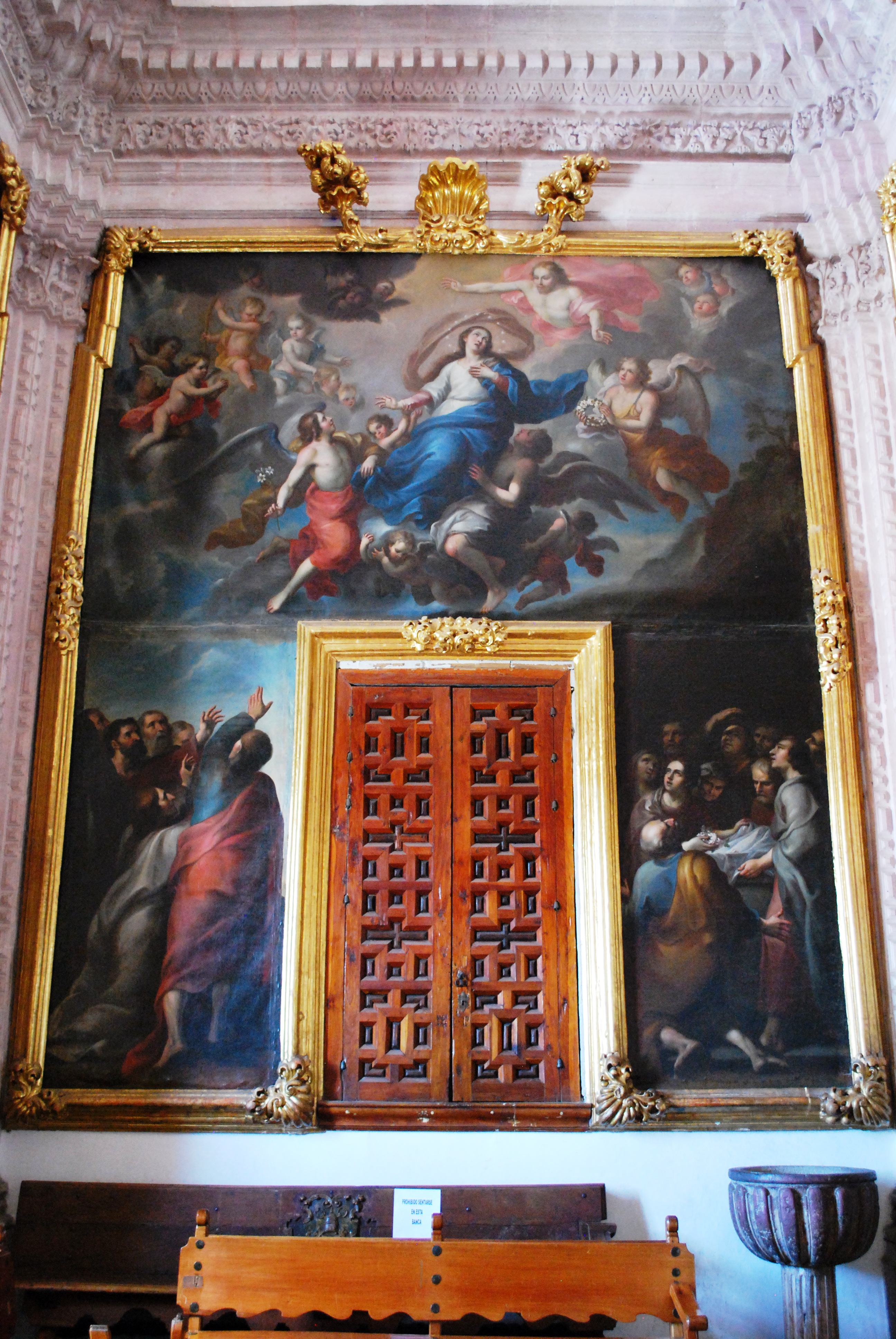
La Asunción de la virgen, sacristía del Templo de Santa Prisca en Taxco por Miguel Cabrera.

Cristóbal de Villalpando, sus primeros trabajos localizados se remontan al año de 1675 en el retablo mayor del convento franciscano de San Martín de Tours de Huaquechula donde se encuentran 17 pinturas suyas; sin embargo no debe tomarse esa fecha como el inicio de su trayectoria artística. Aunque no se tiene la certeza, se puede inferir que el pintor nace en Ciudad de México en el año de 1649. Poco es lo que se conoce acerca de su infancia y adolescencia, siendo los primeros datos conocidos la fecha de su boda en el año de 1669 (de donde se hace un cálculo de su fecha de nacimiento de acuerdo a la edad que podría tener al momento de contraer nupcias). Se casa con María de Mendoza con quien tendría cuatro hijos.
Sin lugar a dudas, Villalpando fue uno de los pintores de Ciudad de México más destacado durante los últimos años del siglo XVII, prueba de ello es el ciclo de pinturas triunfalistas que le fueron encargadas por el cabildo de la Catedral de México, para decorar los muros de la sacristía de dicho templo. Los lienzos que ejecutó para esa ocasión fueron: El triunfo de la Iglesia católica, El triunfo de san Pedro, El triunfo de san Miguel (conocido como La mujer del Apocalipsis) y La aparición de san Miguel en el Monte Gargano. Lamentablemente y a causa quizá de fallas tectónicas en las bóvedas del edificio, Villalpando no pudo concluir el ciclo de seis lienzos, mismos que completó Juan Correa.
Con motivo de la interrupción de los lienzos catedralicios mexicanos, Villalpando se trasladó a Puebla de los ángeles, ciudad donde asimismo intervino en la Catedral. Allí realizó el óleo conocido como Glorificación de la Virgen, en la bóveda de la Capilla de los reyes, ubicada en el testero del templo metropolitano. También es digno de mención la cantidad de obra suya que se encuentra en el templo de la Profesa en Ciudad de México.
Fue reconocido por el gremio de pintores como un elemento importante, y en un par de ocasiones encabezó la agrupación.
Llegó a la vejez siendo un personaje renombrado y aún realizó algunos encargos en la última década de su vida. Se reconoce la influencia estilista en generaciones posteriores. Es considerado uno de los últimos autores de la pintura barroca novohispana, posterior a su muerte y a lo largo de todo el siglo XVII, toda la plástica novohispana tomaría un camino distinto.

### Juan Correa
Juan Correa, pintor novohispano, estuvo activo entre 1676 y 1716. Su pintura abarca temas religiosos tanto como profanos. Se considera que una de sus mejores obras es la Asunción de la Virgen de la Catedral de Ciudad de México; varias de sus obras de tema Guadalupano, llegaron a España; también pintó temas Guadalupanos en Roma (1669).

### Simón Pereyns
Mientras estaba en prisión, pintó un cuadro llamado “La Virgen del Perdón”, para que se le perdonara la condena. Salió libre y donó el cuadro al Arzobispo de México, de quien sus sucesores mandarían ponerlo en el Retablo o Altar del Perdón, en la Catedral Metropolitana.

## Escritura y filosofía

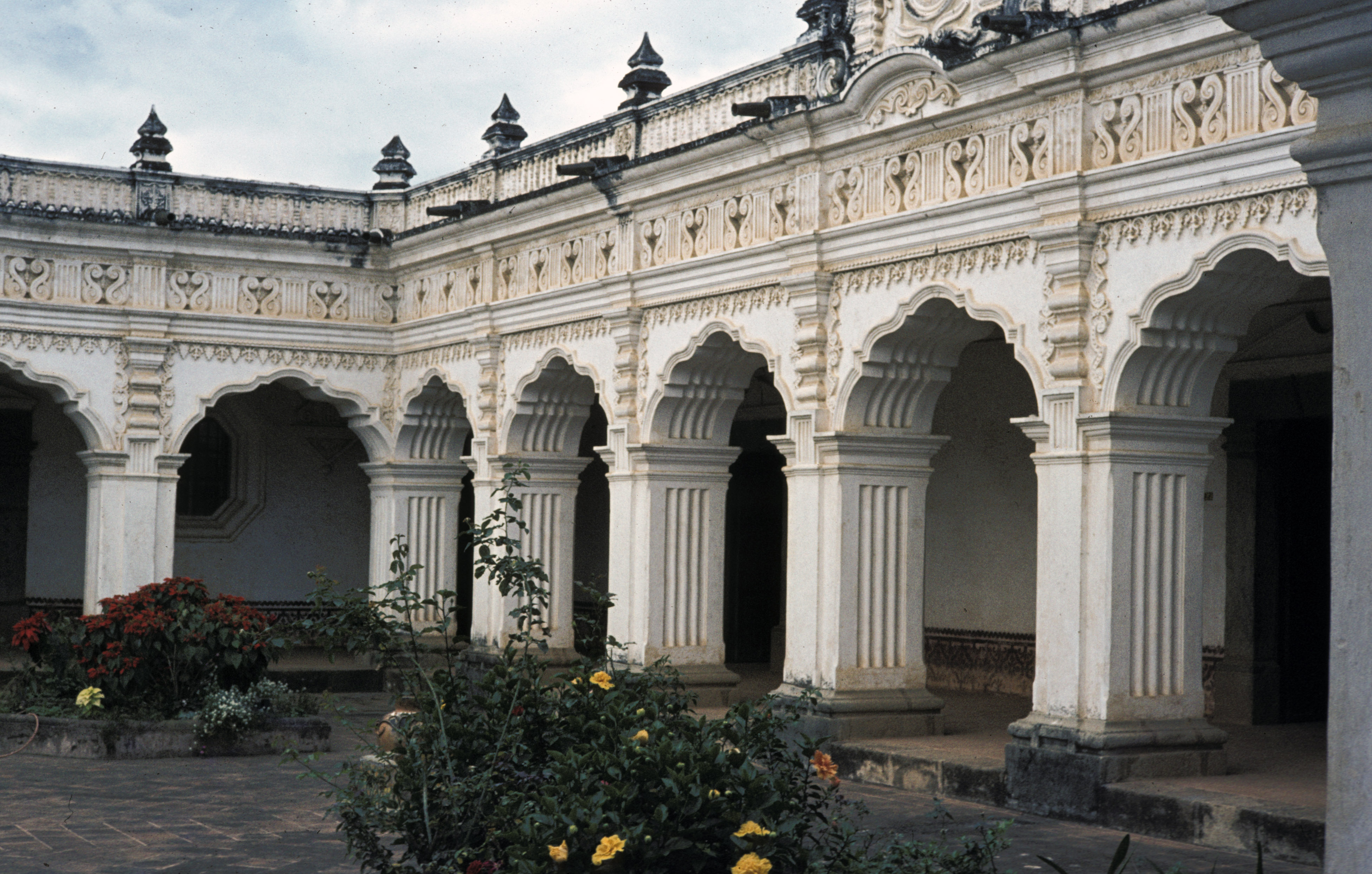
Universidad de San Carlos en Guatemala. Uno de los principales centros de estudios superiores en Centroamérica.

Para los poemas y escrituras hay una amplia variedad de personajes.
Durante el Barroco, la literatura española y la de Nueva España comenzaron a parecerse más entre ellas. Muchos grandes autores españoles pretendían viajar a América, como Cervantes o San Juan de la Cruz, aunque no lo lograron por diversos motivos. Sí lo hicieron, en cambio, escritores como Tirso de Molina o Juan de la Cueva.
Estilísticamente, la literatura barroca tenía como rasgo principal el contraste, las paradojas y contradicciones en el lenguaje y las temáticas utilizadas.
Igualmente, eran muy frecuentes los juegos de palabras, los anagramas, los símbolos o los emblemas. Esta un estilo literario con una gran presencia de la exageración.

### Sor Juana Inés de la Cruz
Sor Juana Inés de la Cruz, quien nació en San Miguel Nepantla, el día de 12 de noviembre de 1651 y muerta en la Ciudad de México el 17 de abril de 1695, fue una de las más grandes escritoras, durante el Siglo de Oro. Comenzó su pasión por las letras desde niña, pero por ser mujer, no pudo ingresar a la universidad, por lo que ella dijo “disfraz de monja”, de tal manera podría, escribir sus poesías, conciertos, sonetos, décimas y libros. Entró primero con las carmelitas, pero por su disciplina decidió cambiarse con las Jerónimas en el Convento de San Jerónimo, actual Universidad del Claustro de Sor Juana.

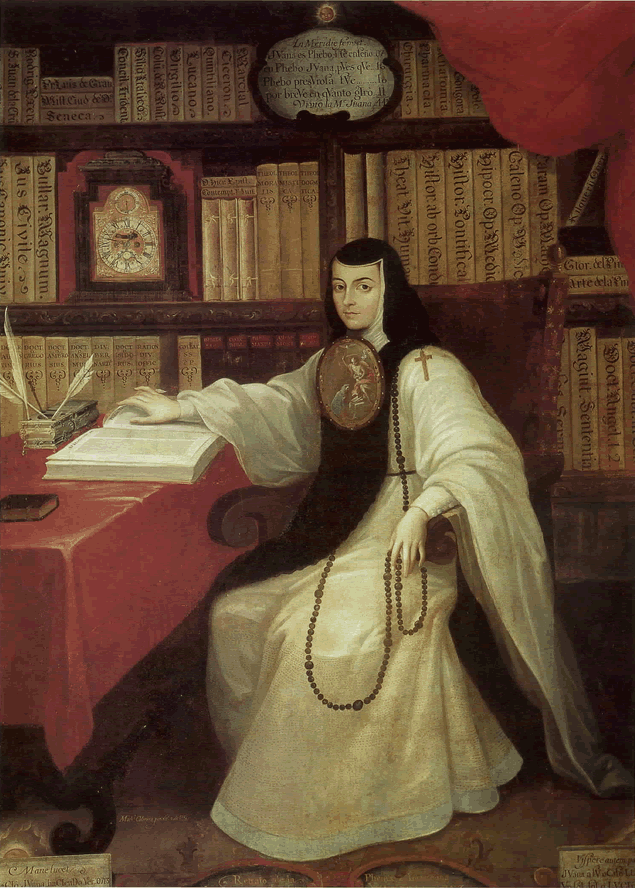
Sor Juana Inés de la Cruz, retrato por Miguel Cabrera.

Por mencionar algunas obras, Redondillas, Al que ingrato me deja, Amor es más laberinto, Los empeños de una casa, Primero sueño, y una de las famosas Respuesta a Sor Filotea de la Cruz. De conciertos, se puede mencionar un poema convertido en villancico, llamado Ah de las mazmorras, entre otros más. Estuvo al borde de la condena por la Inquisición Española, ya que en aquel tiempo se pensaba la mujer no estaba hecha para filosofar. Se presume una relación lésbica entre Sor Juana y la Virreina María Luisa Manrique de Lara y Gonzaga. También, de manera anacrónica, se dice fue feminista, por sus acusaciones contra hombres, y poemas, como los antes mencionados: Redondillas y Al que ingrato me deja.
Al final Sor Juana, se retiró de las letras para dedicarse a sus labores como religiosa. Categorizada por una frase célebre “yo, la peor de todas”. En 1695 una epidemia de la Peste afecta la capital de la Nueva España, incluyendo el Convento de San Jerónimo. Sor Juana ayudaba a cuidar a las enfermas, por lo que cayó contaminada.

### Juan Ruiz de Alarcón y Mendoza
Otro personaje que cabe resaltar es Juan Ruiz de Alarcón y Mendoza, nacido en Taxco al año de 1581 y finado en Madrid el 4 de agosto de 1639 fue un escritor novohispano del Siglo de Oro que cultivó distintas variantes de la dramaturgia. Entre sus obras destacan la comedia La verdad sospechosa, que constituye una de las obras claves del teatro Barroco hispanoamericano, comparable a las mejores piezas de Lope de Vega o Tirso de Molina.
Las notas sobre la infancia de Juan Ruiz de Alarcón son escasas.
Nació en Taxco, una localidad que actualmente forma parte del estado de Guerrero. Se sabe que su abuelo materno era judío y que su abuelo paterno era hijo de un sacerdote de La Mancha y una esclava mora.
Todo indica que provenía de una familia bien relacionada con la nobleza castellana. Estudió, de 1596 a 1598, en la Real y Pontificia Universidad de México. Hacia 1600 debió partir a la Universidad de Salamanca, gracias a la capellanía de Gaspar Ruiz de Montoya, donde aprendería derecho civil y profundizaría en el derecho canónico.
Durante su estancia en Salamanca, Alarcón comenzó a destacar como autor de piezas dramáticas y ensayos. Para 1606 marchó a Sevilla con el propósito de ejercer como litigante en asuntos mercantiles y canónicos. Allí conoció a Miguel de Cervantes Saavedra, quien influiría posteriormente en sus obras, como La cueva de Salamanca y El semejante a sí mismo.

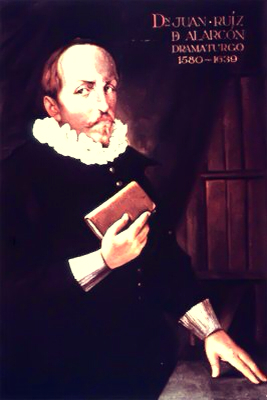
Juan Ruiz de Alarcón.

En los primeros meses de 1607 decidió regresar a Nueva España. Dos años después obtuvo el título de licenciado en derecho y opuso, sin éxito, a varias cátedras.
A su llegada a Madrid, comienza la etapa más fructífera de su producción literaria. Sus primeras obras en representarse fueron Las paredes oyen y Los pechos privilegiados, ambas con moderado éxito. Pronto fue conocido en el círculo literario madrileño, aunque nunca estableció vínculos profundos con ninguno de sus integrantes. Por el contrario, se ganó la enemistad de otros. Se conservan muchas redondillas satíricas y alusiones disfrazadas a Alarcón, quien siempre fue ridiculizado por su físico —era jorobado— y por su origen americano. El, por su parte, respondió a la gran mayoría de los ataques hacia su persona y nunca dejó de escribir.
Se ha planteado una hipótesis sobre la posible colaboración de Ruiz de Alarcón y Tirso de Molina, uno de los más famosos literatos de su tiempo y quien más influyó en su obra. No existen pruebas escritas sobre la colaboración de ambos, aunque se supone que, por lo menos, dos de las comedias de Tirso, publicadas en la Segunda parte (Madrid, 1635), pertenecen a Alarcón.
Con la subida al trono de Felipe IV, en 1621, el teatro cobró una gran importancia en la corte real. Alarcón pronto entabla una ventajosa amistad con el yerno del poderoso Conde-Duque de Olivares, Ramiro Felipe de Guzmán, a cuya sombra creció aún más como poeta. Entre 1622 y 1624 escribe La amistad castigada, El dueño de las estrellas y la gran mayoría de sus obras teatrales.
Desde 1625 había servido en el Consejo de Indias, gracias a la intercesión de su amigo Ramiro Felipe de Guzmán.
Durante los primeros meses de 1639, la salud de Alarcón comenzó a deteriorarse. Dejó de asistir a las reuniones del Consejo de Indias y fue sustituido en su cargo de relator. En agosto dictó su testamento, donde consigna todas sus deudas y deudores. Murió la mañana del 4 de agosto y fue enterrado en la parroquia de San Sebastián.

### Carlos de Sigüenza y Góngora

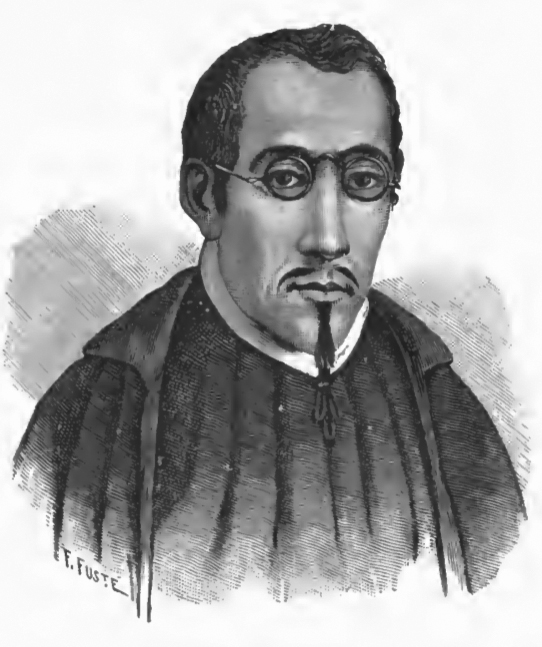
Carlos de Sigüenza y Góngora.

Hijo menor de ocho hermanos, estaba emparentado con el famoso poeta barroco del Culteranismo Luis de Góngora. Su padre fue tutor de la familia real en España y al emigrar al Nuevo Mundo se integró a la burocracia virreinal por el resto de su vida.
En 1662, Sigüenza ingresó al colegio jesuita de Tepotzotlán para iniciar sus estudios religiosos, los mismos que continuó en Puebla. En 1667 fue expulsado de la orden por indisciplina. Regresa a Ciudad de México e ingresa a la Universidad Real y Pontificia de México. En 1672 asumió el cargo de catedrático de astrología y matemáticas, en el puesto que había ocupado Diego Rodríguez 30 años antes; lo ocupó durante 20 años realizando contribuciones notables.
En 1681 Sigüenza escribió el libro Manifiesto filosófico contra los Cometas, en que trataba de calmar el temor supersticioso que provocaba en la gente este fenómeno cósmico. El jesuita Eusebio Kino criticó fuertemente este texto desde un punto de vista aristotélico-tomista, pero, lejos de intimidarse, Sigüenza respondió publicando su obra Libra astronómica y philosóphica (1690), donde fundamentaba rigurosamente sus argumentos sobre los cometas según los conocimientos científicos más actualizados de su tiempo; contra el tomismo y el aristotelismo del padre Kino citaba autores como Copérnico, Galileo, Descartes, Kepler y Tycho Brahe.
Hasta recientemente se había pensado que el libro publicado por Sigüenza en 1690 que describe las aventuras de un puertorriqueño llamado Alonso Ramírez ("Los infortunios de Alonso Ramírez") era una pura ficción inventada por el famoso intelectual mexicano.
Las intensas lluvias de 1691 anegaron los campos y amenazaron con inundar la ciudad, y una plaga, consecuencia de toda esa humedad, consumió los trigales. Sigüenza utilizó un aparato precursor del microscopio para descubrir que la causa de la plaga era el Chiahuiztli, un insecto semejante a la pulga. Como consecuencia de este desastre, hubo al año siguiente una severa escasez de alimentos que provocó un motín popular. Las multitudes saquearon los comercios de los españoles europeos (gachupines) y provocaron numerosos incendios en los edificios del gobierno. Sigüenza logró rescatar del incendio la biblioteca de la ciudad, salvándola de una gran pérdida. Los cálculos de Sigüenza establecieron en unos diez mil el número de los participantes en el motín. Como cosmógrafo real de la Nueva España trazó mapas hidrológicos del Valle de México. En 1693 fue enviado por el virrey como acompañante del almirante español Andrés de Pez en un viaje de exploración al norte del golfo de México y en especial a la península de Florida, donde trazó mapas de la bahía de Pensacola y de la desembocadura del río Misisipi.
Probablemente esta experiencia inspiró su novela de aventuras marinas Los infortunios de Alonso Ramírez.
En sus últimos años dedicó mucho tiempo a coleccionar material para una historia del México antiguo. Desafortunadamente, la muerte prematura interrumpió este trabajo que no fue retomado hasta siglos después, cuando la conciencia criolla se había desarrollado lo suficiente para interesarse en la identidad de su nación.
Al morir donó su valiosa biblioteca con más de 518 libros al colegio jesuita y ordenó que su cuerpo fuera entregado a la medicina, para que se encontrara la cura contra el mal que provocó su muerte.

### Gutierre de Cetina

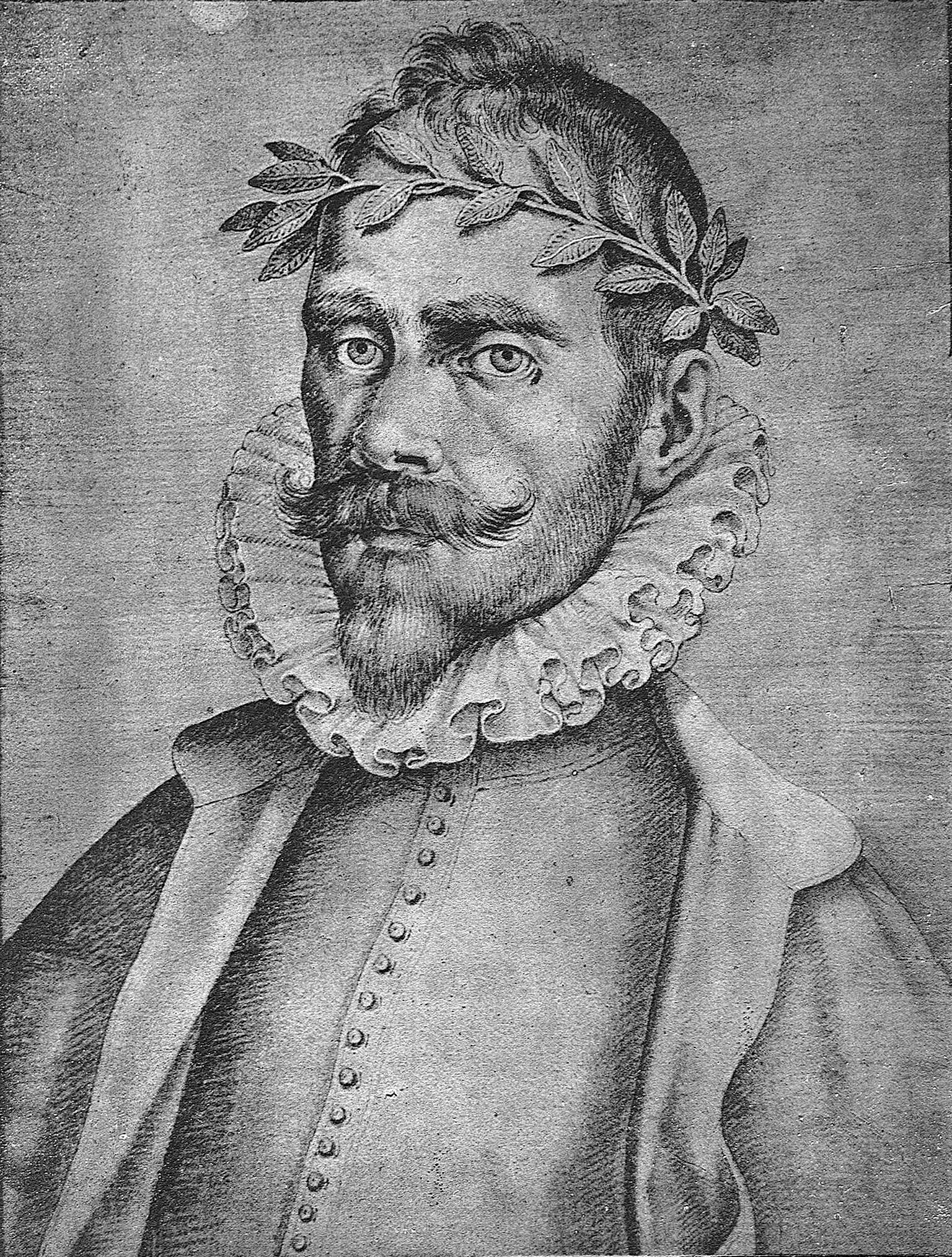
Retrato de Gutierre de Cetina.

Gutierre de Cetina (Sevilla, 1520 - México, 1557), poeta español del Renacimiento y del Siglo de Oro español, nacido en España y fallecido en el Virreinato de la Nueva España.
De familia noble y acomodada, vivió un largo tiempo en Italia, en donde fue soldado a las órdenes de Carlos I. Pasó mucho tiempo en la corte del príncipe de Ascoli, al que dedicó numerosos poemas, y frecuentó también a Luis de Leyva y al insigne humanista y poeta Diego Hurtado de Mendoza.
Adoptó el sobrenombre pastoril de Vandalio y compuso un cancionero petrarquista a una hermosa mujer llamada Laura Gonzaga. A tal dama está dedicado el famoso madrigal que ha pasado a todas las antologías de la poesía en castellano:

Ojos claros, serenos,

si de un dulce mirar sois alabados,

¿por qué si me miráis, miráis airados?

En este cancionero abundan los sonetos cuya fórmula consiste esencialmente en la traducción de un pensamiento amoroso de Ausiàs March o de Petrarca en los cuartetos y un desarrollo posterior personal en los tercetos.
En 1554 volvió Cetina a España y en 1556 marchó a México, donde ya estuvo entre 1546 y 1548, con su tío Gonzalo López, que se dirigía allí como contador general. Allí se enamoró otra vez de una tal Leonor de Osma, y bajo su ventana fue herido de muerte en 1557 por un rival celoso, Hernando de Nava, en Puebla de los Ángeles.

## Música

### Manuel de Sumaya
Manuel de Sumaya, compositor y organista, originario de la Ciudad de México en 1678 y fallecido en Oaxaca al año de 1755. Suele ser considerado el mayor exponente de la Música Barroca novohispana, con “Albricias Mortales”, “Angélicas Milicias” y la mayor de todas “Celebren, Publiquen”, que es una de las mayores obras de aquellos tiempos, por su forma de manejar los instrumentos, las voces y dirección. Compuso, Lamentaciones, Villancicos, Salmos e Himnos.
Fue Maestro de Capilla de la Catedral Metropolitana de Ciudad de México.
Sus obras siguen sonando, y se preservan en el Conservatorio de Música de México, junto con obras de otros grandes compositores como Joseph de Torres, Sor Juana Inés de la Cruz, entre otros.

### José de Torres
José de Torre (llamado a veces José de Torres Martínez y Bravo o José de Torres y Vergara) Madrid alrededor de 1670, finado en 1738. Gran organista y compositor de la Nueva España, con mucho talento, compuso Batallas, Obras de tonos, y acompañamientos. Creó la famosa Batalla de Torres, la Obra de 7 Tono, Obra de Mano derecha entre otras más.
Sus obras son recreadas en los órganos de la Catedral de la Ciudad de México, siguen sonando, en sus conciertos anuales.

## Arquitectura

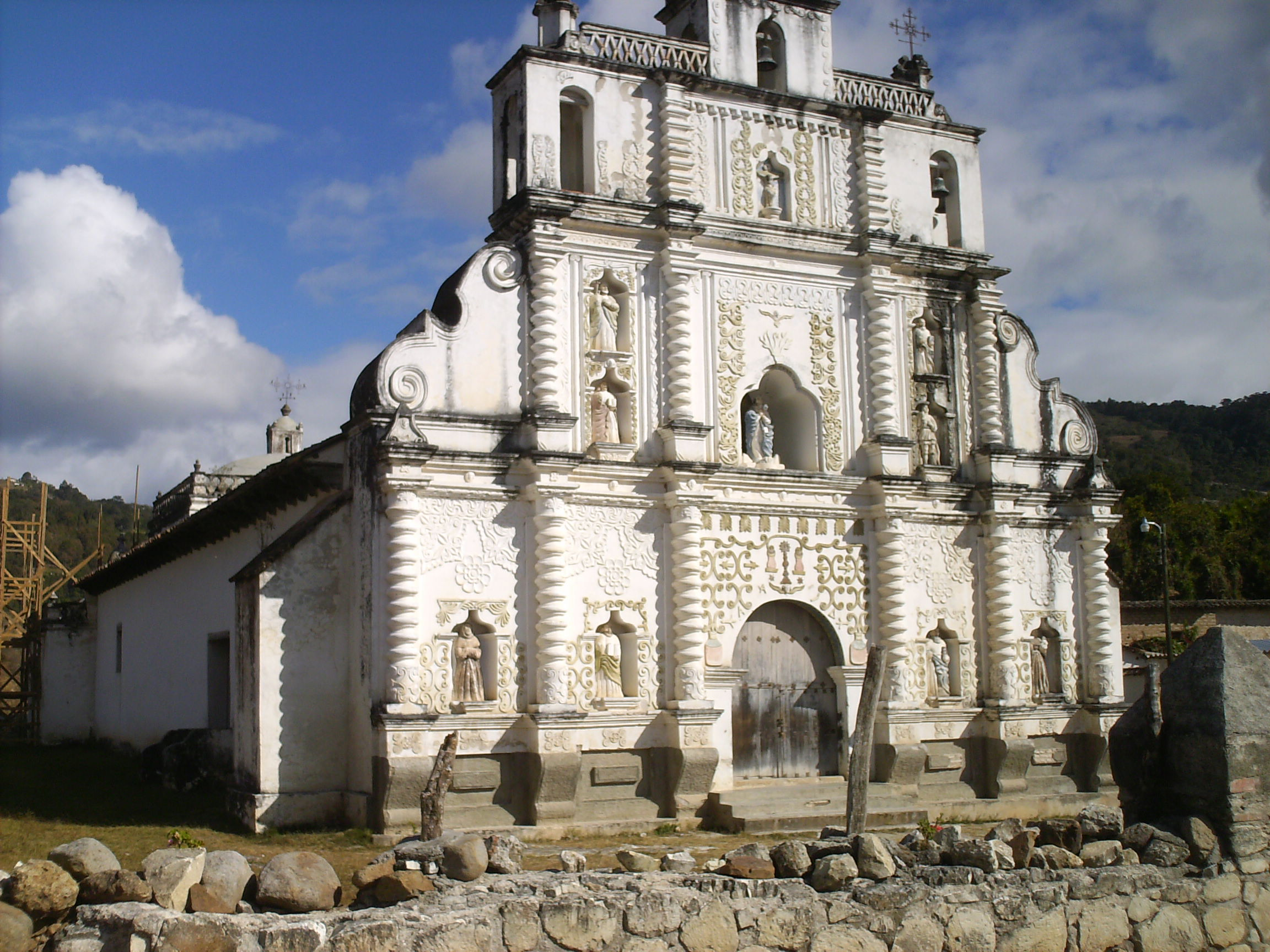
Iglesia de san Manuel de Colohete, Honduras.

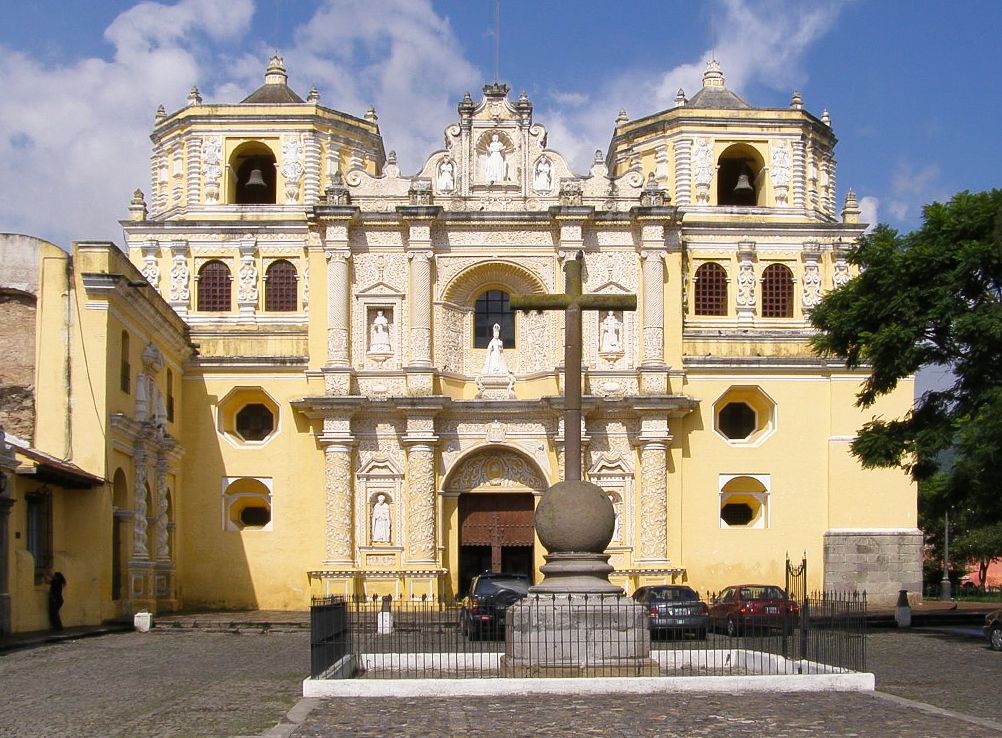
Iglesia de la Merced, Antigua Guatemala.

Durante el renacimiento en Europa, nació el estilo barroco, y eso incluye a artistas como Miguel Ángel, Gian Lorenzo Bernini, Leonardo Da Vinci, Sandro Botticelli u otros. España tuvo su nuevo estilo del barroco, el cual edificio retablos con columnas Estípites o salomónicas, este estilo se usó para decorar principalmente iglesias, tal es el caso de la Catedral de Santa María de la Sede de Sevilla, la Iglesia del Espíritu Santo La Clerecía (Salamanca), o la Catedral de Santa Eulalia de Barcelona. Después de la conquista de la Nueva España, artistas como Jerónimo de Balbas, decoraron iglesias o fachadas con una mezcla de estípites, geométricas, y retablos, ahí nació el Barroco Novohispano.
Como anteriormente fue mencionado, las estípites eran un papel crucial en la decoración de retablos, un máximo exponente del estípite es el Retablo de los reyes en la Catedral Metropolitana de la Ciudad de México construido y tallado a mano por Jerónimo de Balbas en 1736. En la misma catedral se encuentra el Altar del Perdón, también construido por Jerónimo de Balbas, 1735, el original se destruyó en un incendio en 1965, el actual es una réplica exacta.

### Santa Prisca en Taxco

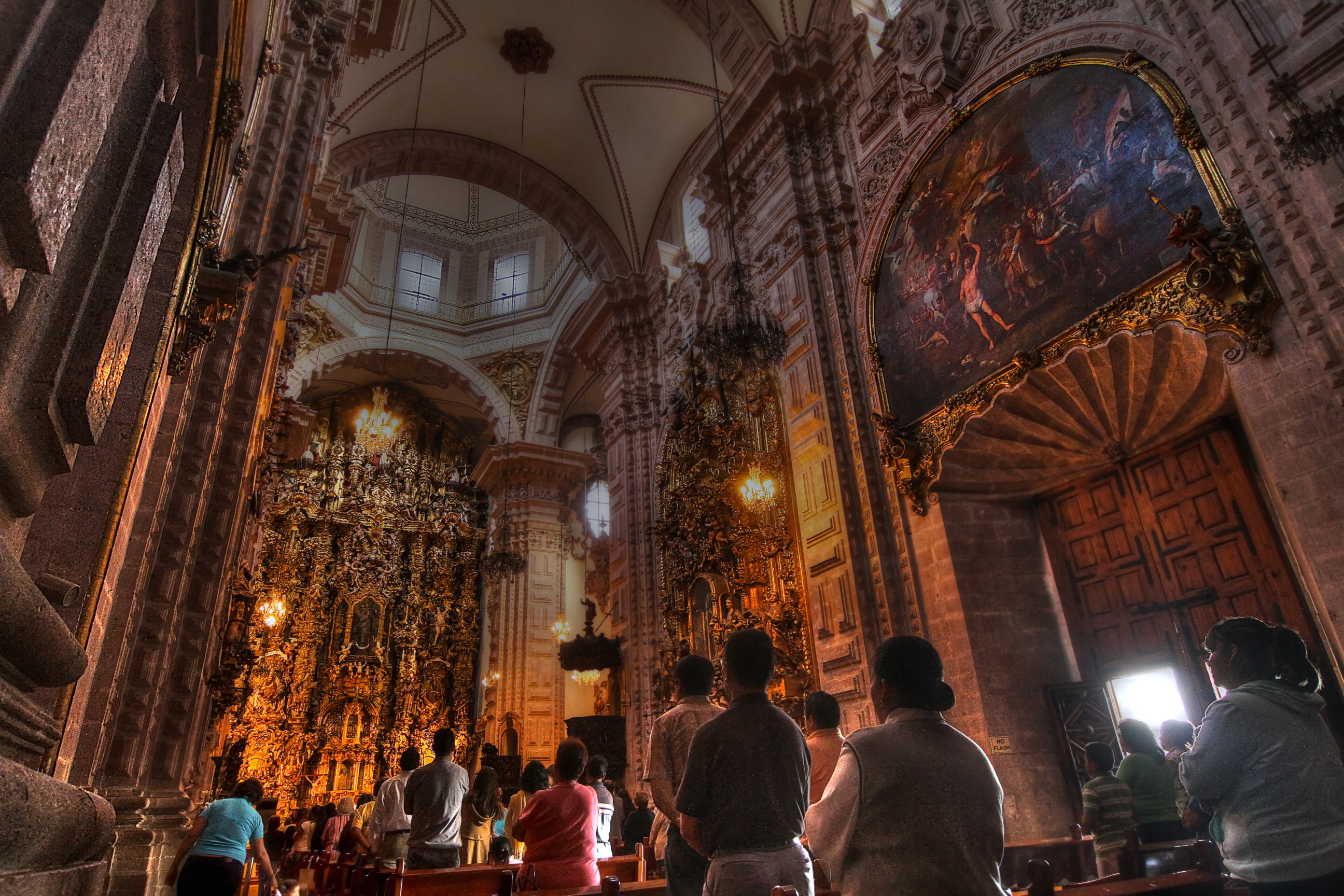
Templo de Santa Prisca de Taxco.

Otra iglesia exponente es el Templo de Santa Prisca en Taxco, que cada retablo aparenta ser una capilla, exageradamente cargados de detalles, querubines, santos y más.
La iglesia está completamente decorada por estos magníficos altares, que son una joya, y muestran como el Museo del Virreinato “Esplendor del Barroco Novohispano”.

### Templo del Carmen San Luis Potosí

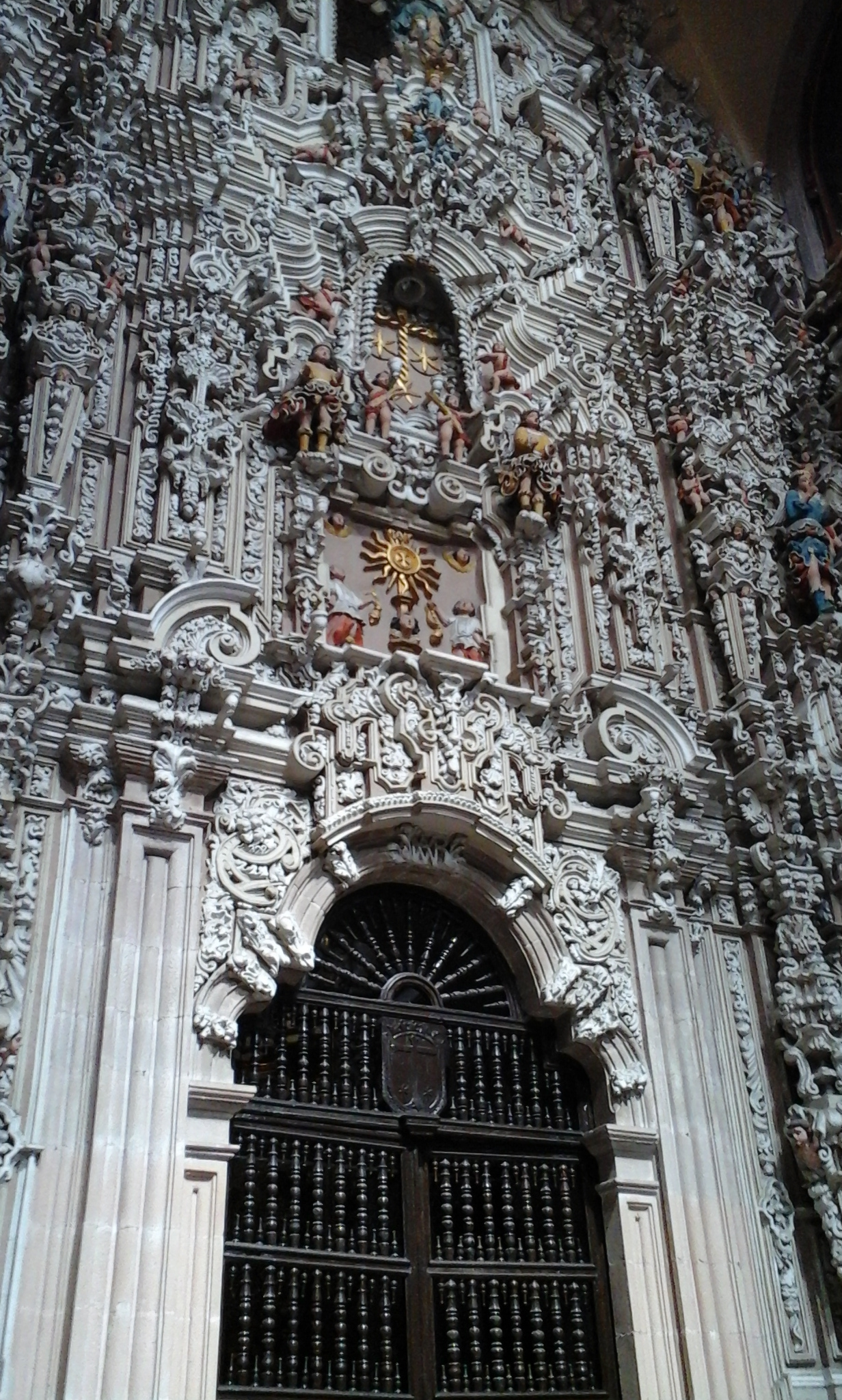
Retablo de los Siete Príncipes Templo del Carmen San Luis Potosí

Retablo de los Siete príncipes o Arcángeles, que abre paso a la casa o camarín de los cinco señores.
Miguel, Gabriel, Rafael, Jehudiel, Sealtiel, Uriel y Baraquiel. Portada y entrada del camarín calificado por el crítico de arte Francisco de la Maza como la obra más exuberante y ultrabarroca, ya que ese una de las más bellas.

### Capilla del Rosario Puebla

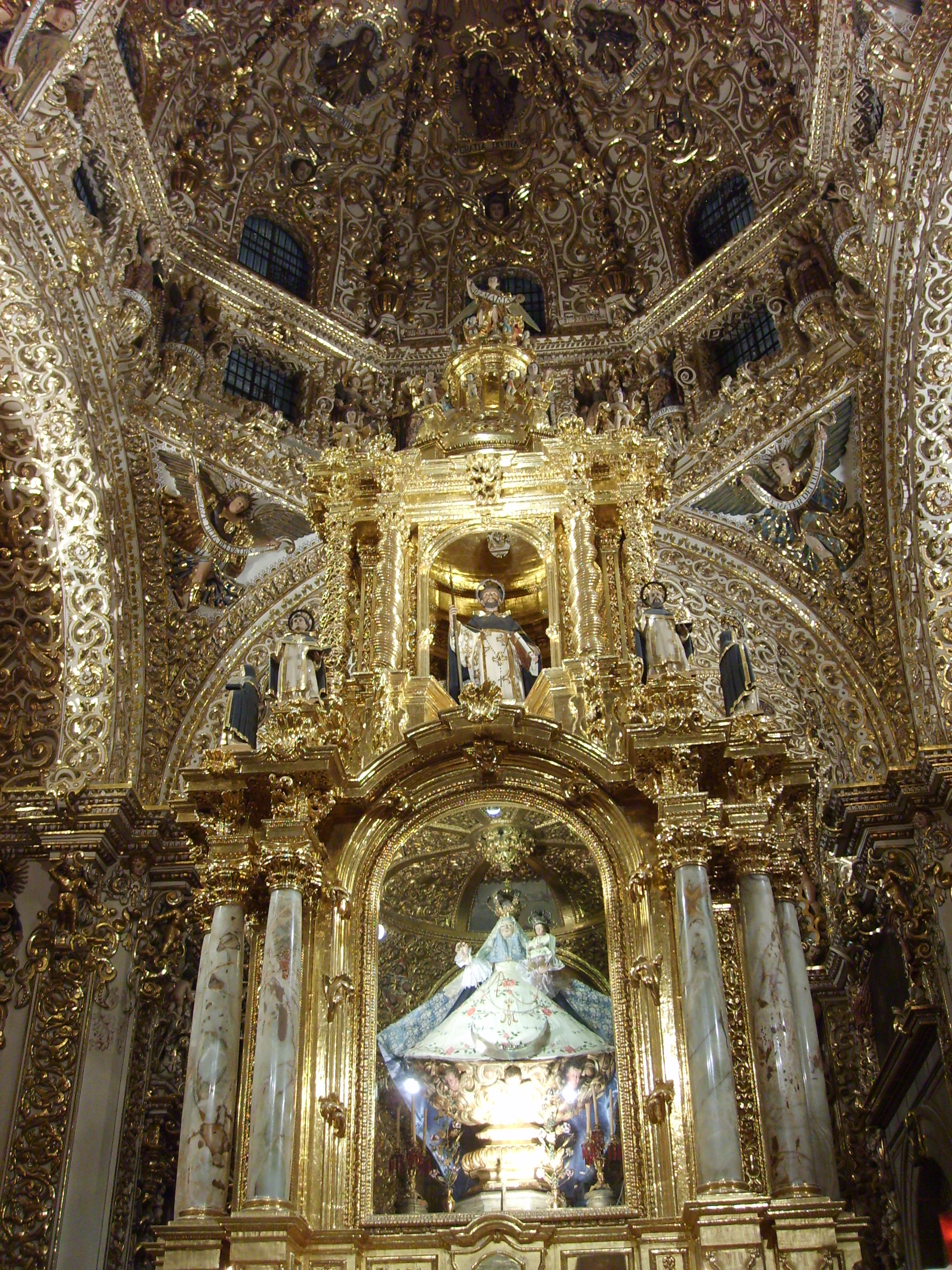
Altar central y cúpula de la Capilla del Rosario en Puebla.

La Capilla de la Virgen del Rosario, es la capilla anexa al Templo de Santo Domingo en la ciudad de Puebla, México. Obra del siglo XVII, fue calificada en su época como “La Casa de Oro”, así como la octava maravilla del mundo. Constituye el más destacado ejemplo del barroco novohispano y una de las mayores realizaciones artístico-religiosas de México.
La capilla está decorada con oro macizo de 18k. El cual se extrajo de diferentes minas de la Nueva España, representa ángeles, santos, y el magnífico Baldaquino Su base y las 12 columnas corintias realizadas en mármol de Tecali, representan a los apóstoles. En el primer cuerpo se aprecian algunos santos dominicos, y en el segundo doce hermosas columnas salomónicas cubiertas de rosas y azucenas que enmarcan a Santo Domingo. Los santos empotrados a los nichos del techo sostienen racimos de flores, cuatro nervaduras decorativas están abrazadas por plantas y están dispuestas en forma de enredadera.
La capilla se caracteriza por ser de planta de cruz latina con brazos y testeros cortos. Es una muestra deslumbrante del estilo barroco del siglo XVII novohispano, y un escenario para la fe y la fantasía, en donde cada elemento tiene un significado preciso. En la bóveda se hallan inmersas en el follaje las representaciones de las tres virtudes teologales: Fe, Esperanza y Caridad.
Hay sesenta ángeles colocados alrededor de la circunferencia que forma la cúpula y la bóveda principal, cada uno en expresión distinta, algunas son sólo cabezas y/u otras son imágenes de cuerpo completo. Un detalle a resaltar, es que en el área destinada al coro y al órgano, se encuentran ángeles que parecen estar tocando instrumentos musicales y entonando cánticos.

### Catedral Metropolitana de la Ciudad de México

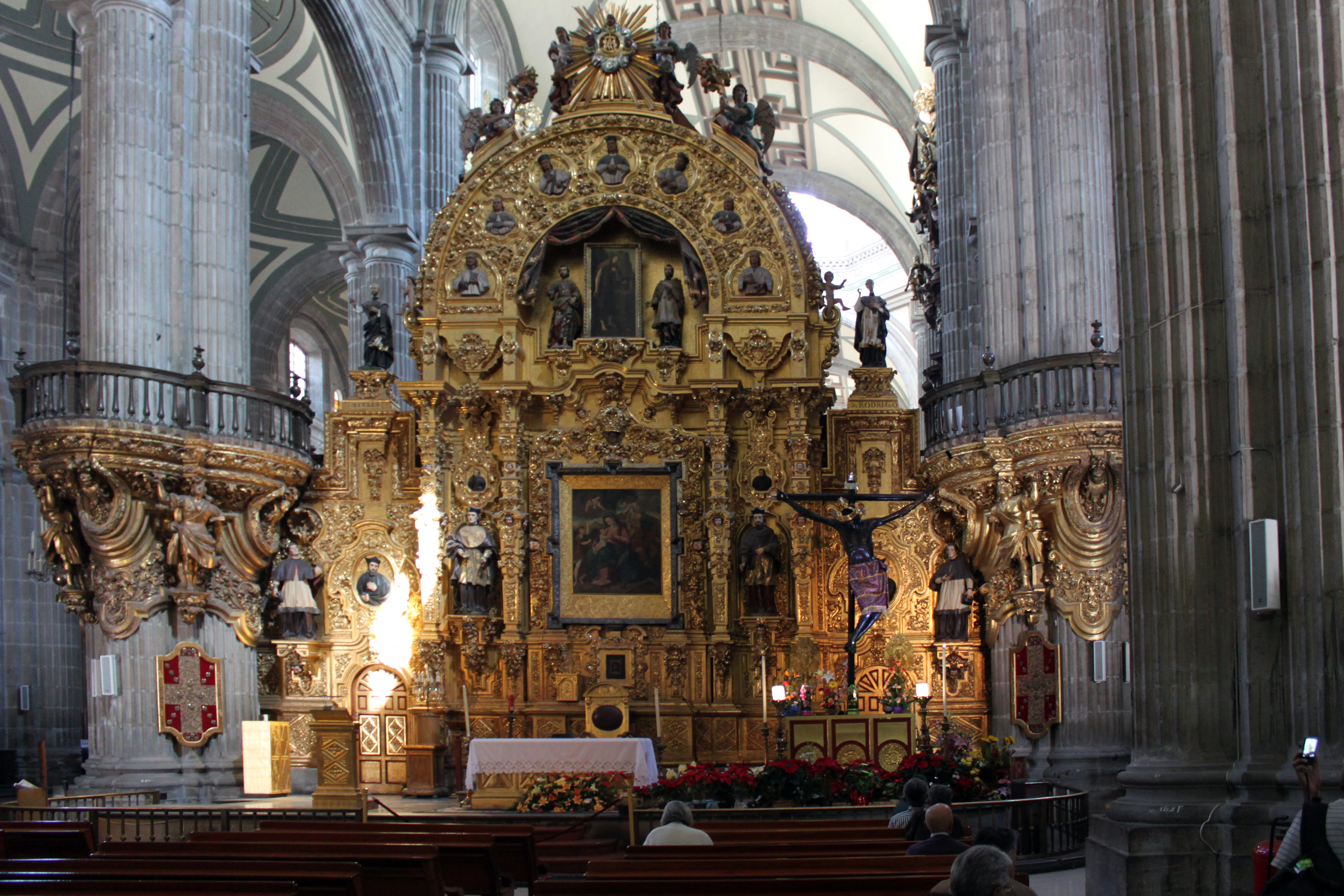
Altar del Perdón.

La actual Catedral de Ciudad de México se comenzó a construir en 1571. Cuenta con 17 capillas laterales, coro, trascoro, y la capilla mayor, el retablo de los reyes, el cual es un máximo exponente del barroco novohispano, por su tamaño, estilo, decoración y ubicación: construido en 1736 por Jerónimo de Balbás, mide 25 metros de alto, 14 de ancho y 7 de profundidad, estando decorado con 3 capas de hoja de oro.
El Altar del Perdón es un magnífico trabajo, réplica del original, destruido en el gran incendio de 1967 en catedral, que destruyó completamente el retablo original, gran parte de la sillería del coro, y carbonizó los órganos.
El retablo muestra en secciones columnas Estípites con santos y doctores de la iglesia, destacan San Felipe Neri y San Ignacio de Loyola, así como efigies de diferentes santos. Albergaba el original una pintura llamada “La Virgen del Perdón”, de donde viene el nombre del altar, pintada por Simón Pereyns. A los lados hay unas puertas que conducen a una sacristía y unas escaleras para subir a las tribunas y los órganos.
Las capillas con retablos barrocos son:
- Nuestra Señora de las Angustias de Granada
- San Isidro
- La Inmaculada Concepción
- San Pedro
- El Santo Cristo de los Conquistadores y las Reliquias
- Virgen de Zapopan
- Capilla Real o Altar de los Reyes
- Divino Salvador
- San Felipe de Jesús
- Nuestra Señora de la Soledad
- San José
- Los Santos Cosme y Damián
- Los Santos Ángeles

Siendo la mayoría de estilo barroco estípite y churrigueresco. Las capillas de Nuestra Señora de Guadalupe, Nuestra Señora de la Antigua, Nuestra Señora de los Dolores y El señor del Buen despacho son de estilo Barroco Neoclásico Novohispano.
El retablo de los reyes, mayor obra de Jerónimo de Balbás, quien también hizo el retablo mayor de la Catedral de Sevilla.
Este retablo mide 25 metros de Altura, así como 13 de Ancho y 7 de Profundidad, uno de los más grandes del mundo. Tiene 2 óleos, uno de Nicolás Rodríguez Juárez, “Adoración de los reyes”, y el superior, “La Asunción de la Virgen, una de las obras maestras del pintor novohispano Juan Correa.

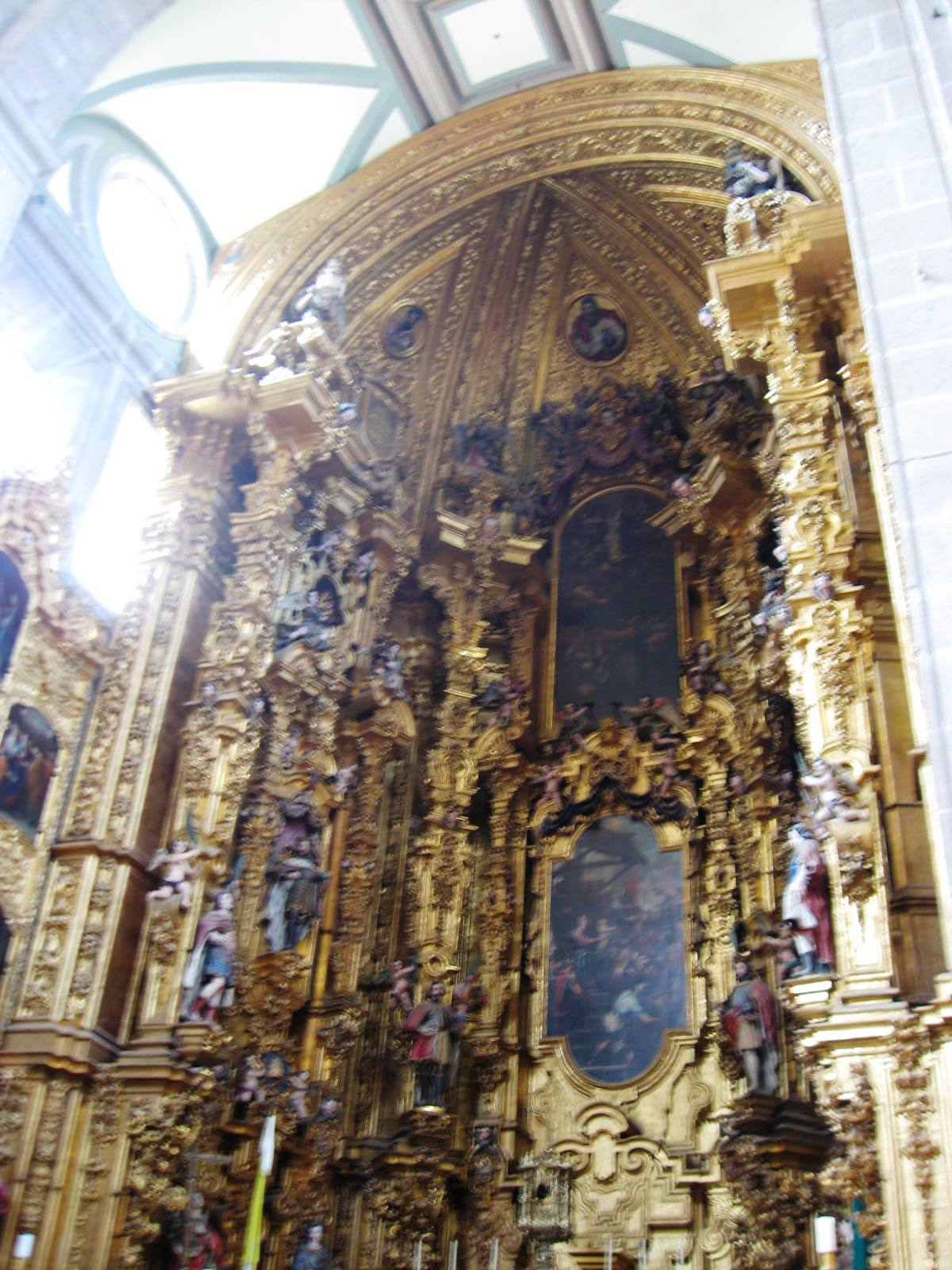
Retablo de los Reyes.

También está decorado con destellos propios de una mezcla de estípite, churrigueresco y propio barroco, así como estatuas de los santos reyes:
- Santa Margarita de Escocia
- Santa Elena de Constantinopla
- Santa Isabel de Hungría
- Santa Isabel de Portugal
- Santa Cunegunda
- Santa Edita
- San Hermenegildo
- San Eduardo el Confesor
- San Casimiro
- San Luis
- San Fernando

El retablo está elaborado con madera de cedro, y decorado con 3 capas de hoja de oro, lo que hace de él la mayor obra maestra de Jerónimo de Balbás.

### Iglesia de San Juan Bautista en Coyoacán

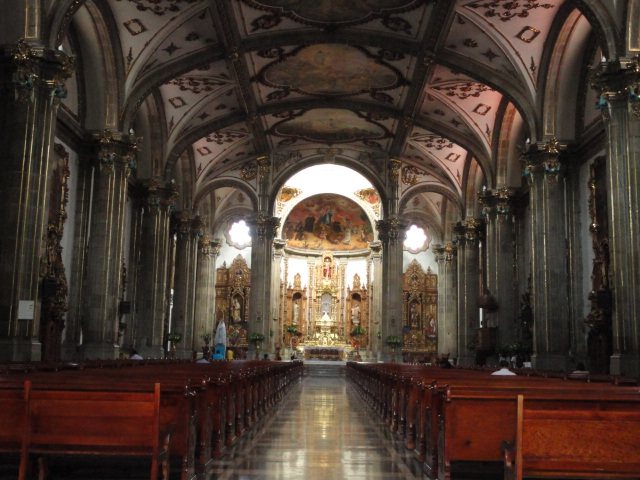
Nave y Altar central.

El interior de la iglesia de San Juan Bautista en Coyoacán es un claro ejemplo de la decoración barroca; la iglesia original conservaba un estilo barroco novohispano, con pilastras sencillas, techos de vigas en zapatas, y altares dóricos sencillos, casi sin ningún mérito artístico.
A principios de 1942, se decidió reformar el templo, construyendo una bóveda que sustituyó la planta basilical. La nueva ornamentación cuenta con retablos, cornisas, estrías y filetes decorados con hoja de oro; pinturas en el techo, un nuevo manifestador dorado, y varios retablos que imitan el estilo barroco. Actualmente el templo es visitado por una gran cantidad de turistas, y ha sido sede de grabaciones de películas y telenovelas por su gran belleza y méritos artísticos.

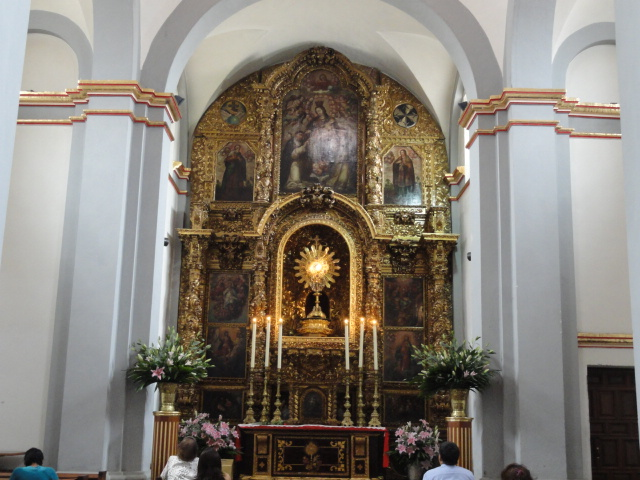
Capilla del Santísimo Sacramento

La capilla del Santísimo Sacramento, en esta iglesia, es otra parte de gran belleza, ya que conserva un retablo barroco, con columnas salomónicas, cosa rara, una belleza, con pinturas representando diferentes momentos de santos o de la virgen.